# Médipôle de Koutio
Le Médipôle de Koutio est un centre hospitalier public et « pôle Santé » situé dans la commune de Dumbéa et la banlieue de Nouméa en Nouvelle-Calédonie.   

## Histoire du projet

### Réponse à la vétusté et à l'éclatement du CHT
Le centre hospitalier territorial de Nouvelle-Calédonie (CHT) est éclaté depuis les années 1980 en plusieurs sites répartis dans le Grand Nouméa :
- CHT Gaston-Bourret : principal hôpital (267 lits, 20 places d'hospitalisation de jour), et le plus ancien (héritier d'un hôpital maritime ouvert en 1860), situé au centre-ville de Nouméa, sur le port ;
- CHT de Magenta : clinique privée à l'origine achetée en 1983, pôle « mère-enfant » du CHT, deuxième hôpital de Nouvelle-Calédonie (160 lits, 14 places d'hôpital de jour, 13 postes d'hémodialyse), situé dans le quartier de Magenta à 3 km à l'est du centre-ville ;
- centre médical du Col de la Pirogue : situé dans le col qui lui a donné son nom dans la commune de Païta, à 40 km de Nouméa, c'est une petite structure (34 lits) pavillonnaire rattachée au CHT en 1990 et servant de centre de convalescence et de rééducation de moyen séjour ;
- centre Raoul Follereau : centre hansénien, ou léproserie, située sur la presqu'île de Ducos. Rattaché au CHT en 1990, il dispose de 25 lits et accueille en permanence une quinzaine de malades.

Des critiques se développent dans les années 2000 à l'égard de cet éparpillement, mais également concernant le problème de la capacité et de la vétusté des bâtiments anciens (remontant pour certains au XIXe siècle) de l'hôpital Gaston-Bourret. Si celui-ci est considérablement agrandi en 2000 avec la construction du bâtiment P, plateau technique regroupant les Urgences, les blocs opératoires, le service de réanimation et soins intensifs ainsi que l'unité de stérilisation sur 4 niveaux plus un héliport de l'hôpital est installé sur le toit, la question d'une restructuration complète est vite posée. Un rapport de janvier 2004 fait état d'une aggravation de la vétusté des infrastructures, tandis que les bâtiments les plus anciens de Gaston-Bourret doivent être évacués pour raison de sécurité en 2005.
La solution à apporter à ce problème a donné lieu à un vif débat politique entre le parti au pouvoir entre 2004 et 2009, l'Avenir ensemble, partisan de la construction d'un nouvel hôpital sur un autre site, et le Rassemblement-UMP (le membre du gouvernement néo-calédonien chargé de la Santé entre 2004 et 2007, Marianne Devaux, est issu de ses rangs), qui lui prône l'agrandissement de Gaston-Bourret sur le parc de stationnement de l'hôpital. Finalement, Marianne Devaux est écartée du dossier et c'est l'option de l'Avenir ensemble qui est acceptée par l'exécutif collégial local le 18 novembre 2004, malgré un coût envisagé plus élevé (20,4 milliards de Francs pacifique estimés à l'origine, contre 13,1 milliards, voire 9 selon le Rassemblement-UMP, pour un agrandissement de l'hôpital existant). Le choix du site se porte sur 15 ha de terrains appartenant à la Nouvelle-Calédonie et la Province Sud dans le quartier de Koutio à Dumbéa, banlieue proche de Nouméa, à la place notamment de l'ancien service de la quarantaine.

### Coût du projet
Le coût du projet a dû être révisé à plusieurs reprises (généralement à la hausse), entraînant des retards dans le processus de lancement :
- 20,4 milliards de Francs pacifique (170 millions d'euros environ) estimés lors de l'adoption de l'avant-projet par le gouvernement le 18 novembre 2004[3] ;
- 37 milliards de Francs pacifique (310 millions d'euros) au total dans le projet initial agréé par le Congrès en 2005[4] ;
- 50 milliards de Francs pacifique (419 millions d'euros) selon une évaluation du surcoût réalisée à la fin de l'année 2008[4] ;
- 44 milliards de Francs pacifique (369 millions d'euros) finalement dans le nouveau projet adopté par le Congrès le 16 septembre 2009 pour relancer le chantier, avec un financement couvert[4] :
  - 63,2 % par l'Agence sanitaire et sociale (ASS) de Nouvelle-Calédonie (27,8 milliards de Francs pacifique, 233 millions d'euros), en partie sur fonds propres (alimentés par la taxe sur les tabacs et alcools) et le reste sur emprunt (17 milliards),
  - 19,1 % par le CHT (8,4 milliards de Francs pacifique, 70 millions d'euros), qui va de plus fournir 3,8 milliards pour les équipements hospitaliers et prendre totalement en charge les 3 milliards du « logipôle », le tout financé avant tout par l'emprunt (15 milliards),
  - 17,7 % par l'État (7,8 milliards de Francs pacifique, 68 millions d'euros) dans le cadre des contrats de développement.
- 49,92 milliards de Francs pacifique (418,329 millions d'euros) de budget final, dont[5] :
  - 68,41 % par l'ASS (34,150 milliards de Francs pacifique, 286,177 millions d'euros), dont 20 milliards en fonds propres et finalement 14 milliards d'emprunt,
  - 17,83 % par le CHT (8,9 milliards de Francs, 74,582 millions d'euros), entièrement financé par l'emprunt,
  - finalement, 10,01 % par l'État (5 milliards de Francs pacifique, 41,9 millions d'euros) qui a ainsi réduit sa contribution dans un contexte budgétaire national marqué par de nombreuses coupes et à la suite de nombreuses difficultés rencontrées lors des négociations des nouveaux contrats de développement pour la période 2015-2020,
  - 3,75 % par la Nouvelle-Calédonie (1,87 milliard pacifique, 15,671 millions d'euros), qui a finalement directement participé au projet.

### Chronologie de la réalisation
- 18 novembre 2004 : le gouvernement local présidé par Marie-Noëlle Thémereau (Avenir ensemble) adopte le principe de la construction du médipôle à Koutio[3].
- 6 octobre 2005 : le Congrès adopte un premier échéancier, avec une ouverture initialement prévue à 2012.
- 8 juin 2006 : arrêté du gouvernement adoptant le maître plan.
- mars 2007 : le jury chargé du choix du projet d'architecture opte pour celui de l'agence parisienne d'architectes et urbanistes « Michel Beauvais et associés », spécialisé dans l'élaboration d'infrastructures de santé. Il est basé sur quatre « grandes options d'aménagement » : l'articulation du parvis d'entrée avec le futur boulevard urbain ; la structuration par un « axe vert traversant » baptisé « Jardin des traversées » et voulu comme l'« épine dorsale du projet structurant toutes les unités fonctionnelles » ; la création d'une promenade au nord du bâtiment ; l'accompagnement paysager d'une vaste promenade en bordure de mer. Voulant donner une place significative aux éléments végétaux, « l'architecture se développe dans une succession de patios et de jardins en complément de l'axe vert traversant »[6],[7].
- 10 mai 2007 : le gouvernement signe une convention pour l'attribution du mandat de la maîtrise d'ouvrage à la Société d'équipement de la Nouvelle-Calédonie (SECAL) assisté d'Icade G3A.
- 13 mars 2009 : le président du gouvernement Harold Martin (Avenir ensemble) et le Haut-commissaire de la République Yves Dassonville déposent la « première pierre » symbolique du chantier du Médipôle[8].
- début mai 2009 : décision, par arrêté, de doter le « Médipôle » d'un centre de radiothérapie, pour un coût d'environ 800 millions de Francs CFP (6,7 millions d'euros)[9].
- fin mai 2009 : démission de Jacqueline Bernut, présidente du conseil d'administration du CHT, du Centre hospitalier spécialisé (CHS) Albert-Bousquet et de la Fédération régionale hospitalière du Pacifique Sud. Elle justifie ce geste en dénonçant des décisions jugées « irrégulières » de la part du membre du gouvernement chargé de la Santé, Sylvie Robineau, et surtout le fait que l'exécutif n'a alors pas encore signé l'avant-projet définitif (APD) du médipôle, alors qu'il était prévu initialement qu'il le fasse en mars-avril afin de débloquer les premiers financements et lancer les premiers travaux[10].
- 16 septembre 2009 : dans le cadre du vote du budget supplémentaire 2009, le Congrès réaffirme son soutien au chantier du médipôle de Koutio, mis en suspens depuis mai, en approuvant l'APD du médipôle redéfinissant le coût prévisionnel global de l'opération et modifiant l'échéancier : début des travaux en 2010 et ouverture en 2015[4].
- 24 novembre 2009 : l'autorisation de défrichement est accordée par la Province Sud.
- 14 juillet 2010 : le maire de Dumbéa, Georges Naturel (Rassemblement-UMP), signe le permis de construire du médipôle[11].
- 29 août 2010 : fermeture de l'ancienne quarantaine, qui occupait le site du futur médipôle[12]. Début des travaux préalables (désamiantage, destruction des bâtiments de la quarantaine, terrassement, transplantation des végétaux et végétalisation des talus).
- août 2010 : délivrance de l'autorisation d’occupation du domaine public maritime (AODPM).
- septembre 2010 : délivrance de l'autorisation d'installation classée pour la protection de l'environnement (ICPE) par la Province Sud.
- 2 mars 2011 : la Nouvelle-Calédonie, l'ASS et le CHT signent la convention par laquelle ils s’engagent à mener une stratégie commune de négociation pour emprunter l’argent nécessaire à la construction du médipôle de Koutio (en tout, 33 millions de Francs CFP)[13], et pour la mise à disposition finale du Médipôle au CHT.
- 9 janvier 2012 : début des travaux du gros œuvre[5].
- 8 janvier 2016 : livraison technique de l'infrastructure au CHT[14], début de l'aménagement.
- 15 novembre-23 décembre 2016 : déménagement prévu successivement des sites de Gaston-Bourret durant trois semaines puis de Magenta pendant deux semaines, en terminant par la maternité[5].
- décembre 2016 : ouverture au public[5].

## Architecture et organisation fonctionnelle
La maîtrise d'ouvrage a été déléguée au promoteur Icade et à la société d'économie mixte locale Secal, selon des plans réalisés par le cabinet « Michel Beauvais et associés », tandis que la construction a été réalisée par l'entreprise de bâtiment et travaux publics Vinci. 

### Données générales
Le Médipôle à une superficie globale de 82 000 m2 en respectant la démarche de haute qualité environnementale sur 20 ha de terrain, soit,,,, :
- un Grand Hall et son parvis ;
- un centre d'hospitalisation de 645 lits et places dans 450 chambres environ, sur 42 500 m2 de surface utile et 77 000 m2 de surface fonctionnelle, répartis en 3 pôles (« Médecine », « Chirurgie » et « Mère-Enfant »), avec :
  - 537 lits de courts séjours autorisés à l'ouverture dont 522 extensibles à 584 du fait de chambres doublages (capacité augmentée de 53 places autorisées et de près d'une centaine de lits effectifs),
  - 39 lits et 22 sièges à l'ouverture pour l'hospitalisation de jour avec une capacité autorisée de 71 places (33 de plus que l'existant à l'ouverture, capacité autorisée plus que doublée puisqu'elle passe de 33 à 71),
  - un « Centre de soins de suite et de réadaptation » (CSSR), avec une centaine de lits et places de moyens et longs séjours dont 50 pris en charge par le CHT et 50 par la Société anonyme Calédonie-Santé (25 de plus que dans les deux centres de la Pirogue et Raoul-Follereau),
  - les urgences, le Service mobile d'urgence et de réanimation (SMUR) et une hélistation ;
- un plateau technique de 12 salles d'opérations ;
- un centre de la logistique et du matériel (« Logipôle ») ;
- les laboratoires du CHT ;
- l'Institut Pasteur de Nouvelle-Calédonie ;
- un nouveau pôle de radiothérapie (avec deux accélérateurs de particules, géré par une association public-privé), inexistant auparavant en Nouvelle-Calédonie ;
- un hôtel hospitalier (hospitel) pour les patients venus du Nord ou des Îles Loyauté.

Finalement, l’ensemble doit être capable de traiter à l’année 60 000 passages aux urgences, 300 000 consultations et 40 000 hospitalisations, demandant 400 personnels supplémentaires, dont 300 hors médecins, et donc un effort particulier en matière de formation ;
- selon la disposition légale du 1 % artistique, un projet culturel a été élaboré, comprenant l'acquisition d'environ 80 œuvres picturales et graphiques dont surtout une sculpture monumentale installée sur le parvis du Grand Hall, la réalisation de la signalétique inspirée des pétroglyphes kanaks par l'artiste Stéphanie Wamytan, ou encore l'aménagement d'une scène de spectacles en plein air appelé « Agora » pour accueillir danseurs, acteurs et musiciens, le public s'installant sur des billons engazonnés en arc de cercle ou sur la terrasse de la cafétéria[5].

### Médipôle à proprement parler
Il s'agit d'un ensemble polybloc qui s'étale suivant un axe allant du sud-est au nord-ouest, sur le chemin des vents dominants et des alizés, entre la route de la Carantaine (le boulevard urbain desservant la nouvelle zone d'aménagement concerté de Dumbéa-sur-mer, parallèle à la Voie express n°2) au nord-est et le lagon (baie de Kutio-Kueta) au sud-est. Il comprend deux blocs hospitaliers s'élevant chacun en trois tours centrées sur de grands patios servant de puits de lumière naturels et agrémentés de petits jardins ornementaux ainsi que d'œuvres ou interventions artistiques. Ces deux ensembles sont reliés entre eux par trois passerelles qui enjambent le jardin dit des traversées qui serpente au milieu, véritable épine dorsale du site par lequel se fait l'accès aux édifices : 
- au nord-est, le plateau médico-technique regroupant les services de diagnostic, de traitement, les urgences, les 12 blocs opératoires ou encore les laboratoires ;
- au sud-ouest, les chambres des trois pôles MCO (médecine, chirurgie, obstétrique), dont 80 % ont une vue sur le lagon et ouvrant sur des coursives abritées servant de couloirs, ainsi que leurs activités de consultation.

À l'extrémité sud-est, dans le prolongement du jardin des traversées, le Grand Hall, symbolisant une grande case traditionnelle kanake, est la « porte » de l'hôpital. Sur 1 750 m2, il regroupe l'accueil, l'orientation et la prise en charge des patients et des visiteurs, une chapelle œcuménique, une cafétéria et des bureaux, tout en permettant le regroupement de blessés en afflux massif en cas de catastrophe ou d'accident important, ou l'organisation de manifestations culturelles. Il s'ouvre sur un vaste parvis surplombant l'ensemble du site, décoré par une sculpture monumentale et par des enfilades de palmiers royaux de Cuba.
Les parcs de stationnement s'étendent au sud du site.

### Institut Pasteur
Le nouveau bâtiment de l'Institut Pasteur, de 1 931 m2 et situé à côté du Grand Hall au nord, offre ainsi à ce centre de recherche de 83 employés un espace unique et plus vaste que ceux qu'il occupait jusqu'à présent, lui permettant ainsi d'élargir ses thématiques d'études : aux arboviroses (dengue, chikungunya et zika) et à la leptospirose devrait ainsi s'ajouter l'antibiorésistance, tandis que seul l'entomologie restera au centre-ville de Nouméa.

### Centre de radiothérapie
Situé lui-aussi à côté du Grand Hall, au sud, il s'agit du premier centre de radiothérapie installé en Nouvelle-Calédonie, les patients suivant ce traitement auparavant devaient séjourner en Australie ou en France métropolitaine. Doté de deux accélérateurs linéaires de particules, il peut traiter 98 % des types de cancers et s'appuie sur une équipe de deux radiothérapeutes, de deux radiophysiciens, de cinq manipulateurs en électroradiologie médicale et de trois personnels administratifs. Travaillant en partenariat avec l'Institut Curie, sous la tutelle de la Direction des Affaires sanitaires et sociales (DASS) du gouvernement de la Nouvelle-Calédonie, et soumis aux mêmes règles de fonctionnement que les centres métropolitains, il a une capacité d'accueil allant jusqu'à 450 patients adultes par an.

### Centre de soins de suite et de réadaptation
Le Centre de soins de suite et de réadaptation (CSSR) est situé en arrière du Médipôle au nord-ouest et à côté du Logipôle au sud-ouest, est géré par un partenariat public-privé entre le CHT et la Société anonyme Calédonie-Santé et est ouvert au public depuis mai 2015. Bâtiment en trois blocs centrés sur des patios aux lignes simples entouré de jardins sur 6 000 m2, il compte un plateau technique de kinésithérapie de 250 m2, plusieurs salles d'hôpital de jour, 56 chambres et trois studios de remise en situation offrant 85 lits dont 15 affectés à la lutte contre l'obésité, une piscine thérapeutique, un terrain de sport et un restaurant de 80 couverts. Six médecins et treize kinésithérapeutes, ainsi que des orthophonistes, y traitent des pathologies neurologiques, orthopédiques ou cardiologiques et pratiquent la médecine physique et de réadaptation endocrinienne et métabolique.

### Logipôle
Entièrement géré et financé par le CHT, le centre de la logistique et du matériel appelé « Logipôle » se situe derrière le Médipôle au nord-ouest (auquel il est relié par un tunnel souterrain par des véhicules à guidage automatique ou AGV appelés « tortues » chargés de répartir entre les différentes gares du Logipôle et des services du Médipôle les chariots de repas, de médicaments ou de linge) et à côté du CSSR au nord-est, au bord de la route de la Quarantaine. Ses formes cubiques couvrant 10 000 m2 regroupent plusieurs blocs dont trois sur deux niveaux (la pharmacie, la cuisine centrale et le magasin général), une zone de quai pour réceptionner les fournitures et une zone de déchets et de collecte du linge sale. Il est prévu que 70 personnes y travaillent.